# Heinrich Vielhaber

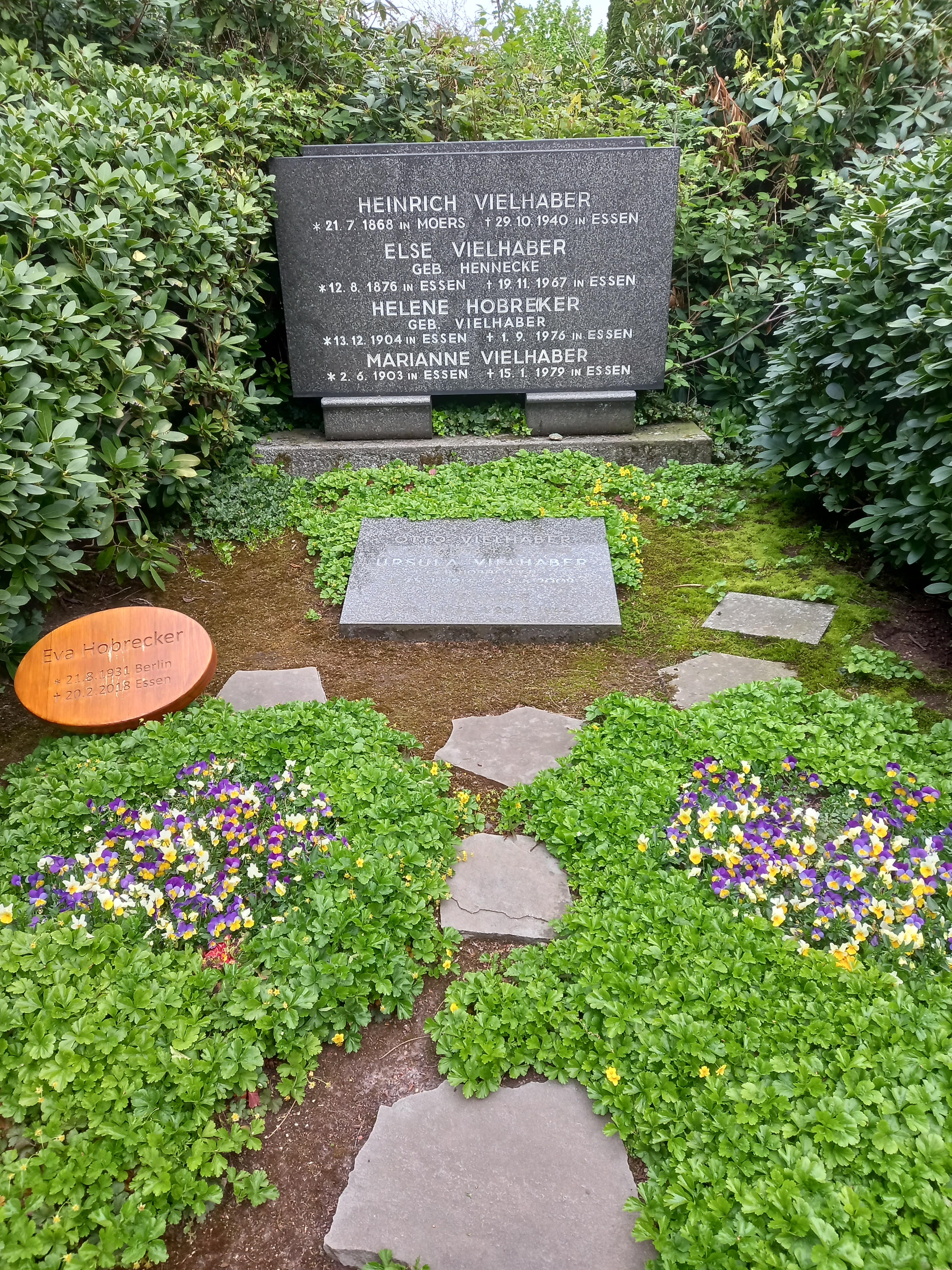
Das Grab von Heinrich Vielhaber und seiner Ehefrau Else geborene Heinecke im Familiengrab auf dem Friedhof Bredeney in Essen

Heinrich Gustav Vielhaber (* 21. Juli 1868 in Moers; † 29. Oktober 1940 in Essen) war ein deutscher Jurist, Stadtverordneter und Provinziallandtagsabgeordneter sowie Vorstandsmitglied mehrerer Unternehmen.

## Leben und Wirken
Nach dem Besuch des Gymnasiums in Moers und dem absolvierten Abitur 1886 studierte Vielhaber bis 1889 Rechtswissenschaften in Bonn und Berlin. Seit 1886 gehörte er der Burschenschaft Alemannia Bonn an. 1890 arbeitete er als Rechtsreferendar und 1895 als Gerichtsassessor. Er hatte mit seiner Ehefrau Else vier Kinder: Berta (* 1901), Marianne (* 1903), Helene (* 1904) und Otto (* 1906).
Am 1. Dezember 1895 trat er in die Firma Krupp, ab 1903 Friedrich Krupp AG, ein, wurde dort 1905 Prokurist und 1909 stellvertretender Direktor. Ein Jahr darauf wurde er Mitglied des Vorstands und dabei überwiegend für Arbeiter- und Angestelltenangelegenheiten sowie für soziale Einrichtungen zuständig, wobei er ein gemischtwirtschaftliches Wohnungswesen erschuf. 1925 schied er aus dem Kruppschen Vorstand aus und arbeitete als Rechtsanwalt und Notar. Der Firma Krupp blieb er jedoch stets verbunden und war unter anderem Aufsichtsratsmitglied bis zu seinem Tod.
Zudem war Vielhaber Mitglied des Grubenvorstands der Zechen Emscher-Lippe, Vereinigte Helene & Amalie und Vereinigte Constantin der Große. Er war auch Mitglied des Hauptausschusses des Reichsverbands der Deutschen Industrie, des Vereins Deutscher Eisen- und Stahlindustrieller und des Vereins zur Wahrung der gemeinsamen wirtschaftlichen Interessen in Rheinland und Westfalen. In der Vereinigung der Deutschen Arbeitgeberverbände war er Präsidialmitglied, von der Hütten- und Walzwerks-Berufsgenossenschaft in Essen war er Vorstand und von 1926 bis 1938 war er Vorstandsmitglied des Verbands der gewerblichen Berufsgenossenschaften in Berlin.
Am 1. Januar 1913 wurde er Stadtverordneter der Stadt Essen und blieb es bis zur Auflösung des Stadtparlaments am 4. Februar 1933. Dabei gehörte er zuletzt der Fraktion der Deutschen Volkspartei an. Von 1921 bis 1933 war er Mitglied des Provinziallandtags der Rheinprovinz für die Deutsche Volkspartei.
Heinrich Vielhaber wurde in Essen auf dem Friedhof Bredeney beigesetzt.